# Évangéliaire de Saint-Médard de Soissons
L'Évangéliaire de Saint-Médard de Soissons est un manuscrit enluminé contenant les évangiles offert en 827 par Louis le Pieux à l'abbaye Saint-Médard de Soissons. Il est actuellement conservé à la Bibliothèque nationale de France (Lat.8850).

## Historique
Le manuscrit a sans doute été réalisé à la cour de Charlemagne dans les dernières années du règne de cet empereur. Odilon, moine de l'abbaye Saint-Médard de Soissons et auteur d'une chronique rédigée en 930, raconte que le manuscrit a été donné à son abbaye en 827 par le roi Louis le Pieux et sa femme Judith de Bavière alors que l'abbaye bénéficiait de la translation des reliques de saint Sébastien. Le manuscrit est alors doté d'une reliure luxueuse. Elle est remplacée à la suite d'un vol en 1169 à l'initiative de l'abbé Enguerrand par une nouvelle reliure en argent doré et filigrané et dans laquelle est indiquée l'histoire de la donation. Le manuscrit est encore décrit avec cette couverture en 1663 alors qu'il figure dans le trésor de l'abbaye. Mais elle est sans doute remplacée par la couverture en cuir actuelle au cours du XVIIIe siècle.
Après la fermeture de l'abbaye au cours de la Révolution, le manuscrit est transféré avec deux autres manuscrits vers la bibliothèque nationale où il est encore conservé. Il fait partie des manuscrits présentés dans les salles d'exposition de la bibliothèque à la fin du XIXe siècle.

## Description
Le manuscrit contient les quatre évangiles de la Vulgate (Matthieu, Marc, Luc, Jean) avec les textes traditionnels les accompagnant à cette époque : le Prologue tiré du commentaire sur Matthieu de Jérôme de Stridon, sa Lettre au pape Damase, et les Canons d'Eusèbe en 12 tables. Il est décoré de 6 miniatures en pleine page : L'Offrande de l'Agneau (f.1v), La Fontaine de vie (f.6v), ainsi que les portraits de Matthieu (f.17v), Marc (f.81v), Luc (f.123v) et Jean (f.180v). Le texte en deux colonnes est par ailleurs entièrement encadré et plusieurs grandes lettrines sont présentes en pleine page au début de chaque évangile. Il est généralement rattaché au groupe de manuscrits d'Ada.